# Centre de Dades astronòmiques d'Estrasburg
El Centre de Dades astronòmiques d'Estrasburg en francès Centre de Données astronomiques de Strasbourg (abreujat: CDS) és un centre de dades que recull i distribueix informació astronòmica. Es va establir el 1972 sota el nom Centre de Données Stellaires.
Les seves funcions són: 
- Recopilar la informació pertinent sobre tots els objectes astronòmics, disponible en format electrònic, així com l'observació de les dades produïdes pels observatoris de tot el món, sobre el terreny i a l'espai;
- Distribuir els resultats a la comunitat astronòmica;
- Dur a terme recerca a partir d'aquestes dades.[1]

Entre els serveis en línia que actualment presta el CDS es poden esmentar:
- SIMBAD, una base de dades d'objectes astronòmics.
- VizieR, un servici de catàleg astronòmic.
- Aladin Sky Atlas, un planisferi celeste interactiu.[2]